# Gray Usher
Pour les articles homonymes, voir Usher (homonymie).
Gray Usher (1903-1987) est un écrivain britannique, auteur de plusieurs romans de littérature populaire dans les années 1950.

## Biographie
À l'âge de seize ans, il rédige une nouvelle qui remporte un prix littéraire, qui lui donne le goût d'écrire. Dans les années 1930, il travaille sur des fermes un peu partout dans la campagne anglaise, mais le besoin d'écrire est trop fort. Aussi devient-il successivement reporter et instituteur. Il séjourne un temps en France, où il assume la gestion d'une exploitation agricole, mais de retour en Angleterre, après avoir été propriétaire d'un café à Londres, il se lance dans l'écriture à temps plein.
Entre 1951 et 1953, il publie une dizaine de romans populaires où se mêlent romans policiers, d'espionnage et d'amour. À partir de 1955, il se consacre exclusivement à une série policière ayant pour enquêteur le détective Michael Drexel, dont la fine moustache noire est scrupuleusement entretenue dans le style mis à la mode par l'acteur Ronald Colman. Fin limier, Drexel, est d'abord inspecteur, puis prend du galon et devient superintendant de Scotland Yard. Flanqué de son fidèle sergent Tolt, il apparaît dans cinq titres, dont Death Sped the Plough (1956), traduit en France dans la collection Le Masque sous le titre Le Champ de la mort en 1958.
En 1959, Usher met fin à sa carrière d'écrivain. Au début des années 1960, il retourne au journalisme comme simple correspondant agricole pour un journal de Bristol. Néanmoins, dans les années 1970, il signe, en collaboration avec son fils Shaun, deux anthologies de nouvelles fantastiques.

## Œuvre

### Romans

#### SérieSuperintendant Michael Drexel
- Death in the Straw (1955)
- Death Sped the Plough (1956) Publié en français sous le titre Le Champ de la mort, Paris, Paris, Librairie des Champs-Élysées, Le Masque no 606, 1958
- Death Takes a Teacher (1957)
- Death in the Bag (1958)
- Death Goes Caving (1959)

#### Autres romans
- Double Snatch (1951)
- Triggerman! (1951)
- I Smell a Cop (1952)
- Don't Crowd Me (1952)
- Intrigue (1952)
- Flames Burn High (1952)
- For Pete's Sake (1952)
- Sleep If You Dare (1952)
- I Was a Spy in Britain (1952)
- A Dame to Discover (1952)
- Now for It (1953)

### Recueils de nouvelles
- The Graveyard Companion: Tales of Hauntings and Horrors (1975), en collaboration avec son fils Shaun Usher
- Festival of Fiends (1976), en collaboration avec son fils Shaun Usher

### Nouvelles
- The Hungry Dragon (1958)
- The Assassins (1973), nouvelle signée Christopher Grey
- The Butterfly Case (1987)

## Sources
- Jacques Baudou et Jean-Jacques Schleret, Le Vrai Visage du Masque, vol. 1, Paris, Futuropolis, 1984, 476 p. (OCLC 311506692), p. 437.